# Norrforsi sziklarajzok
Koordináták: é. sz. 63° 52′ 45″, k. h. 20° 01′ 30″63.879167°N 20.025000°E

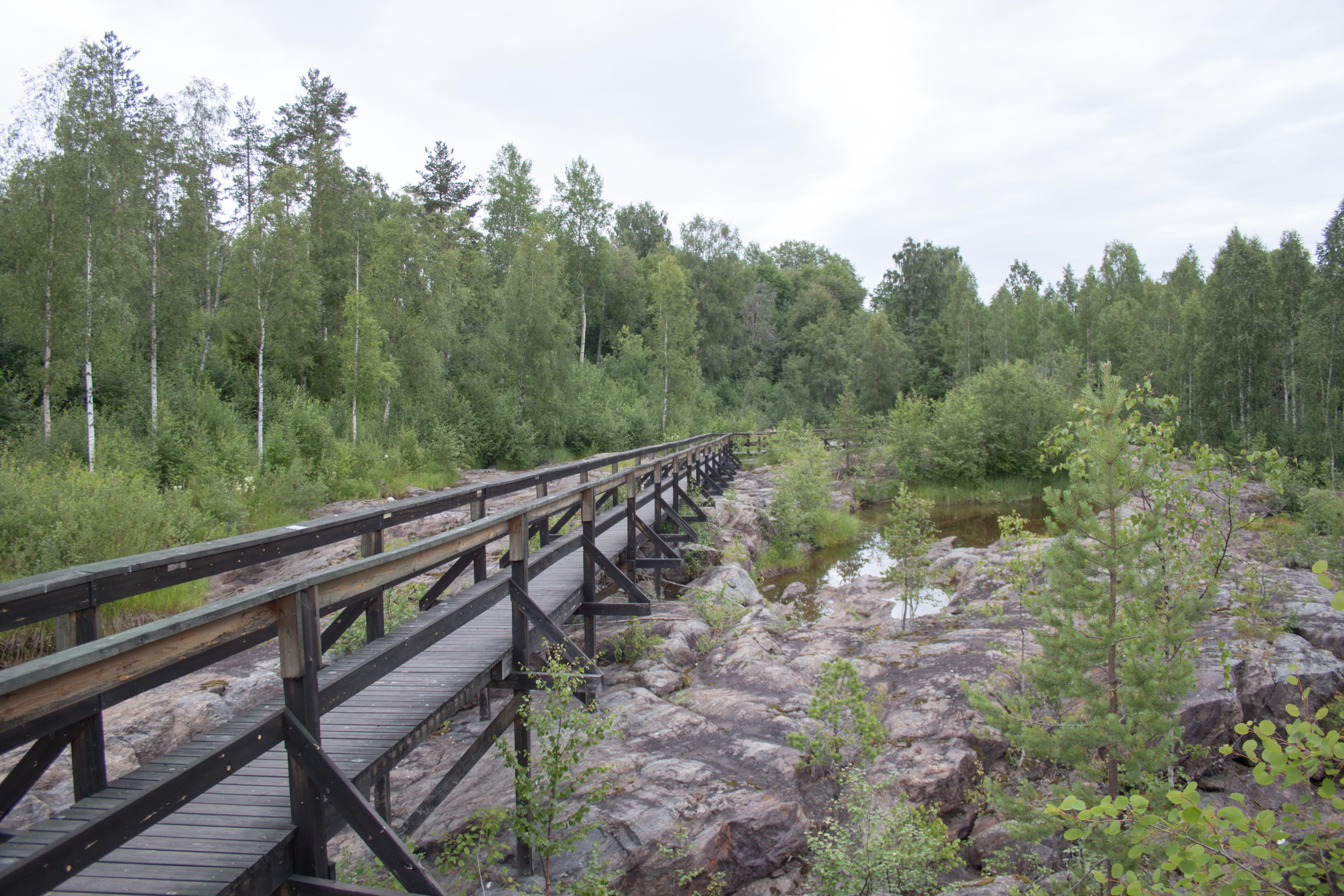
A sziklarajzok lelőhelye

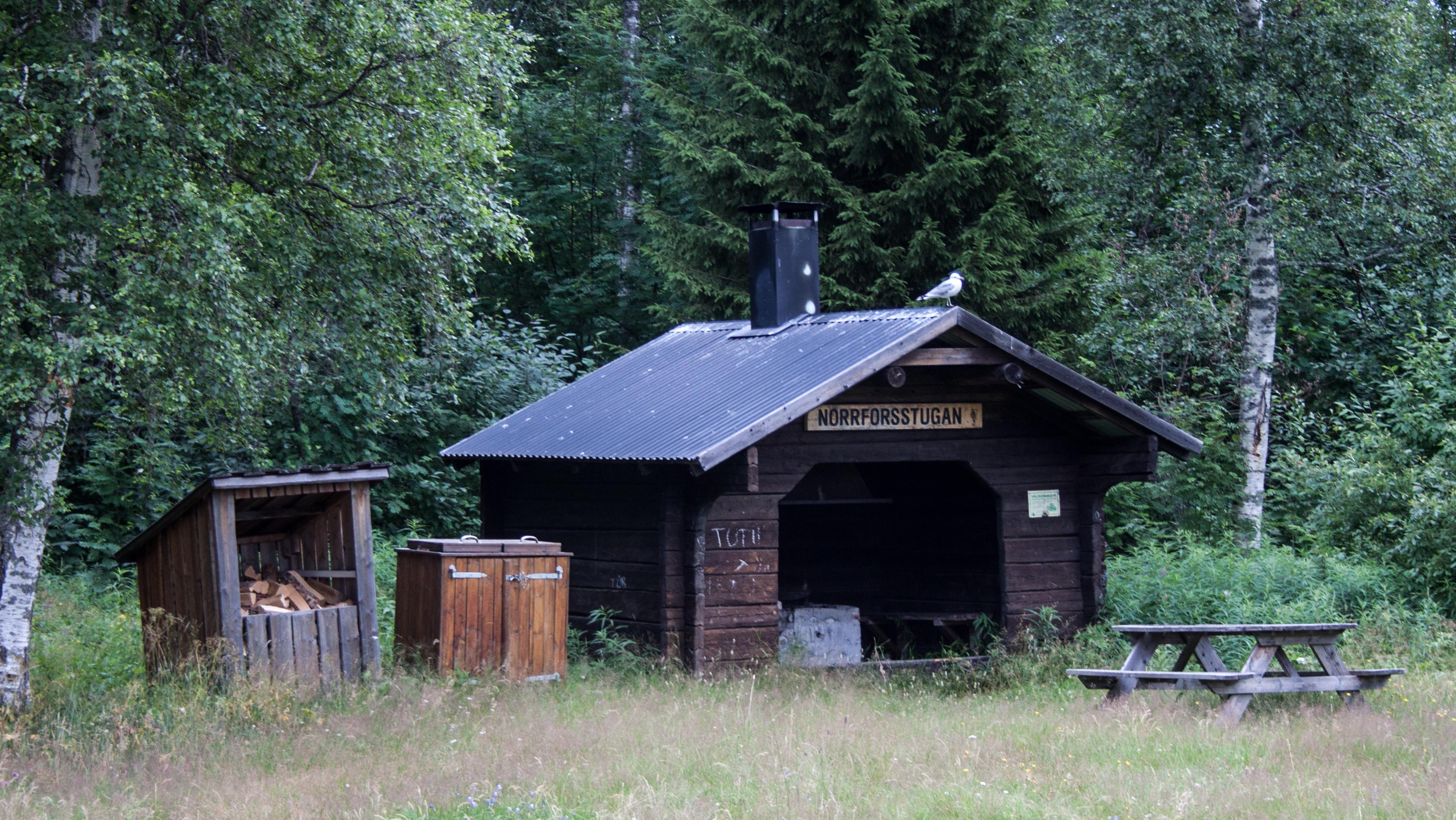
Turistapihenő a sziklarajzoknál

A norrforsi sziklarajzok Svédország legészakibb, az i. e. 3000-2000 közötti időszakból származó sziklarajzai az Ume-folyó medrében lévő sellő (zúgó) jégkorszak koptatta gránitszikláin, közvetlenül a Stornorrfors vízerőmű alatt. 
Datálásuk, mint általában a vésett sziklarajzoké, igen nehéz, mert készítésük idejéből nem maradt fenn szerves anyag, amit vizsgálni lehetne, hanem az „élő” kőből véséssel, faragással anyagot elvéve alakították ki az ábrákat. A rajzok embereket, csónakokat, szarvasokat ábrázolnak, illetve közöttük a sziklarajzok műfajában másutt is sokfelé megfigyelhető kör alakú bemélyedések fordulnak elő. 1984-ben fedezték fel őket régészhallgatók. A területet azóta bemutatóhellyé alakították a Västerbotten megyei múzeum munkatársai és az ábrákat festékkel emelték ki a láthatóság érdekében.

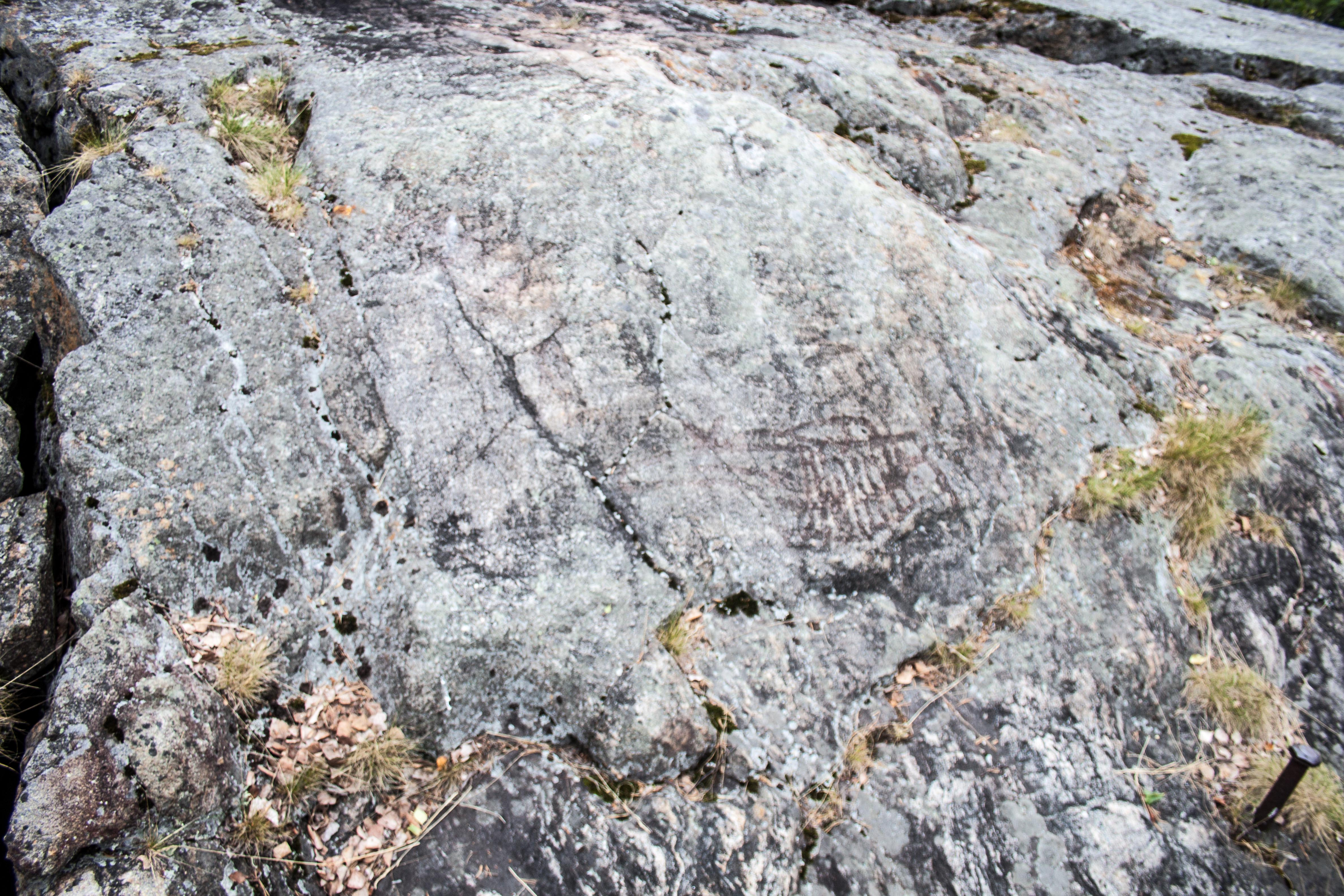
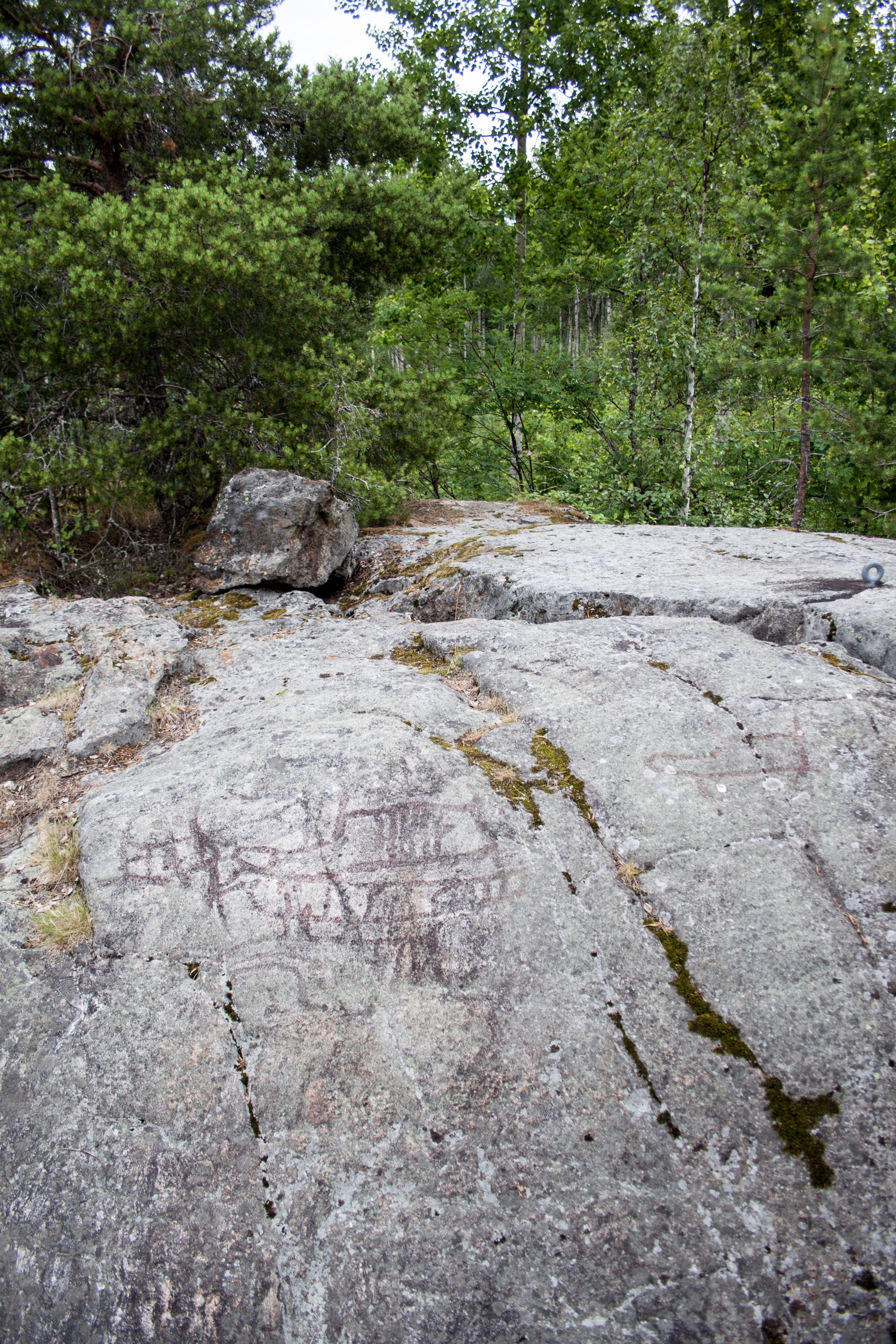
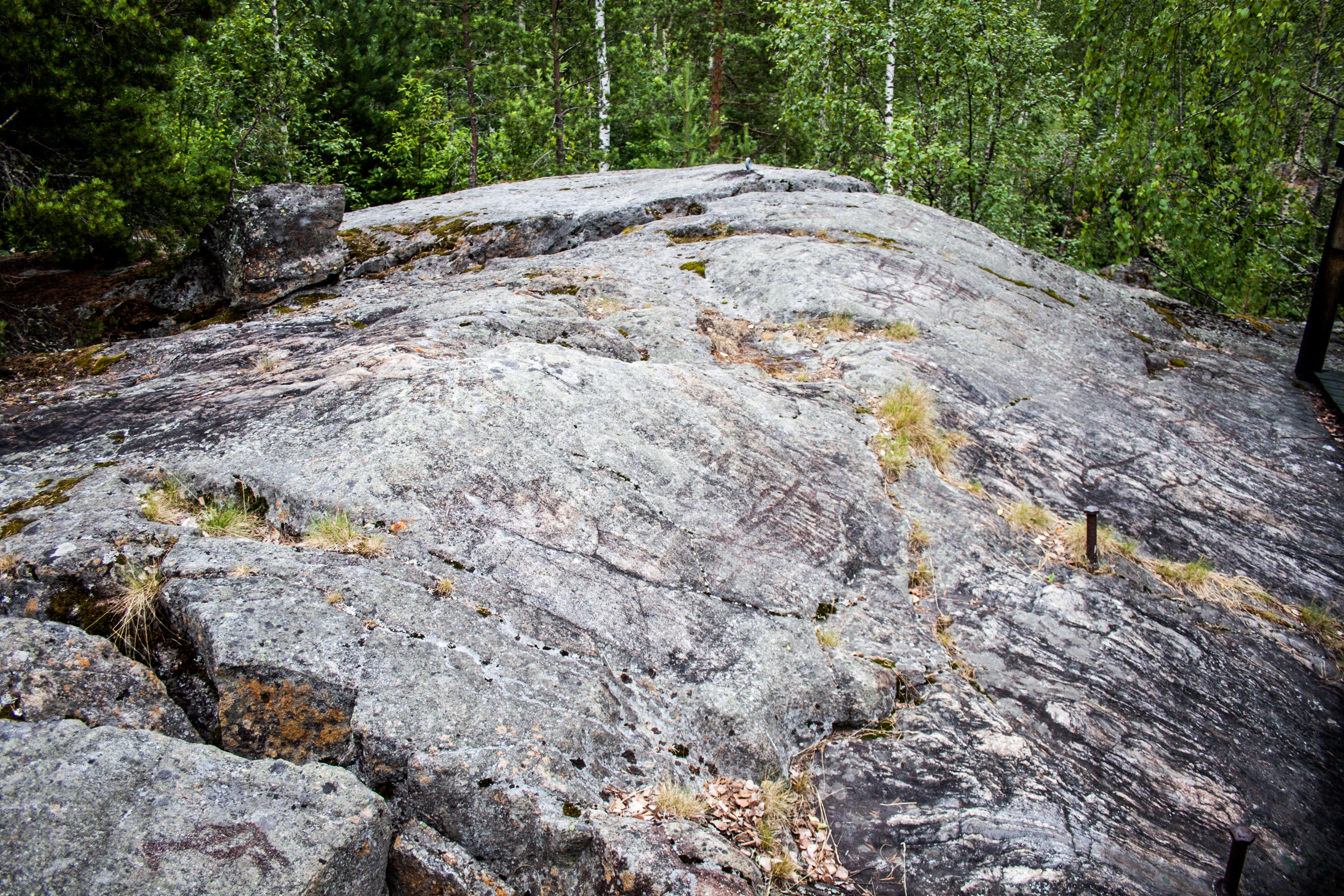
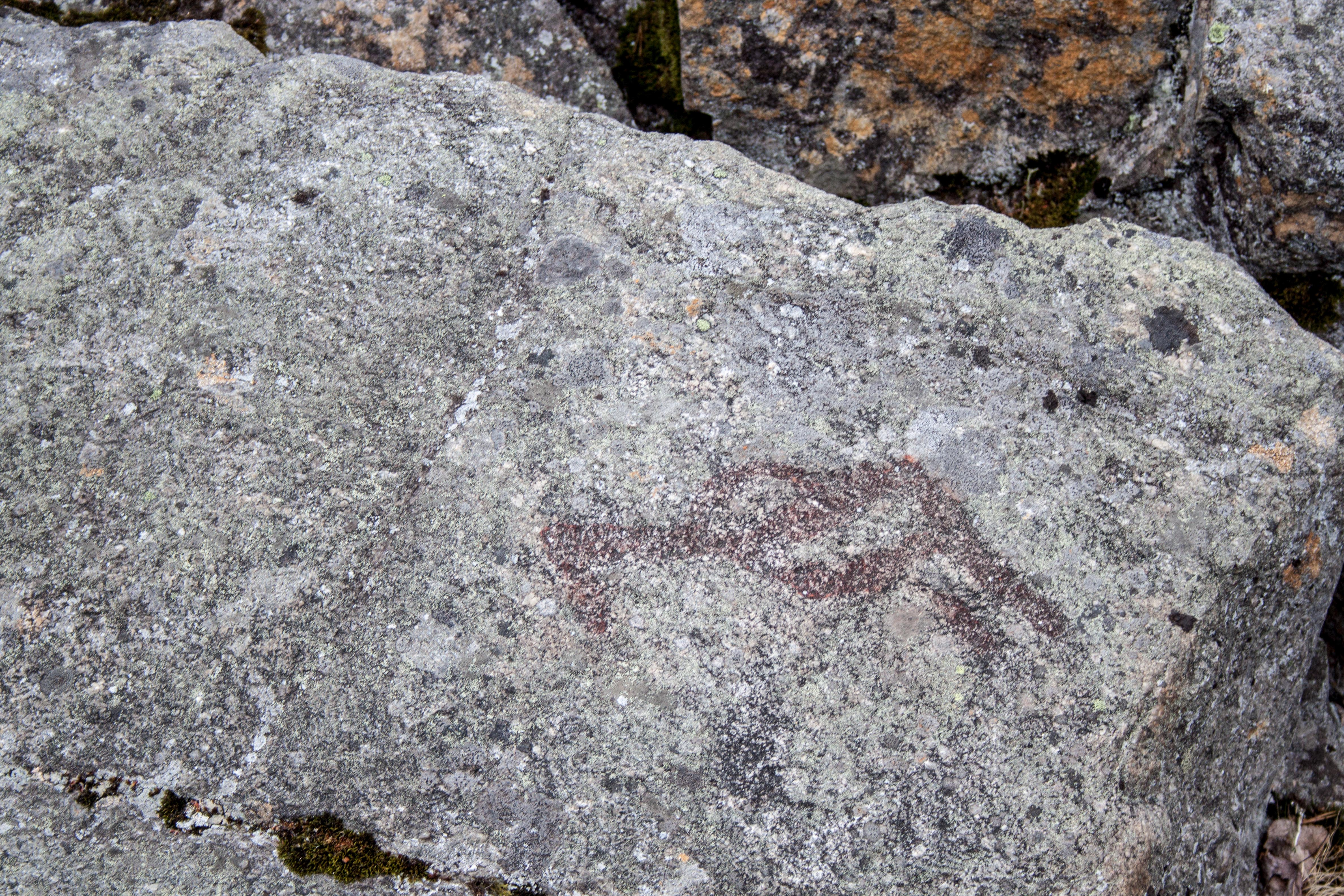
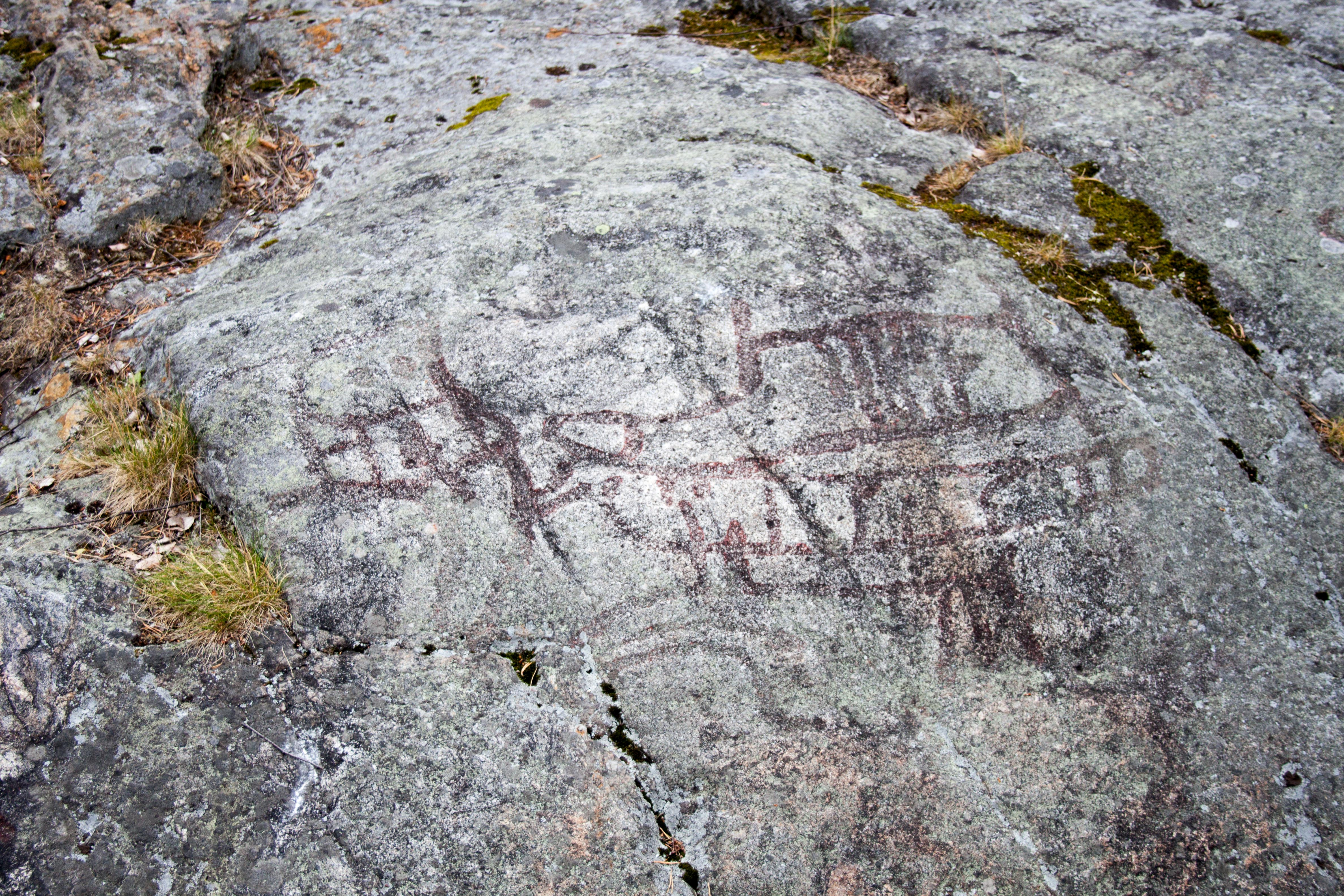
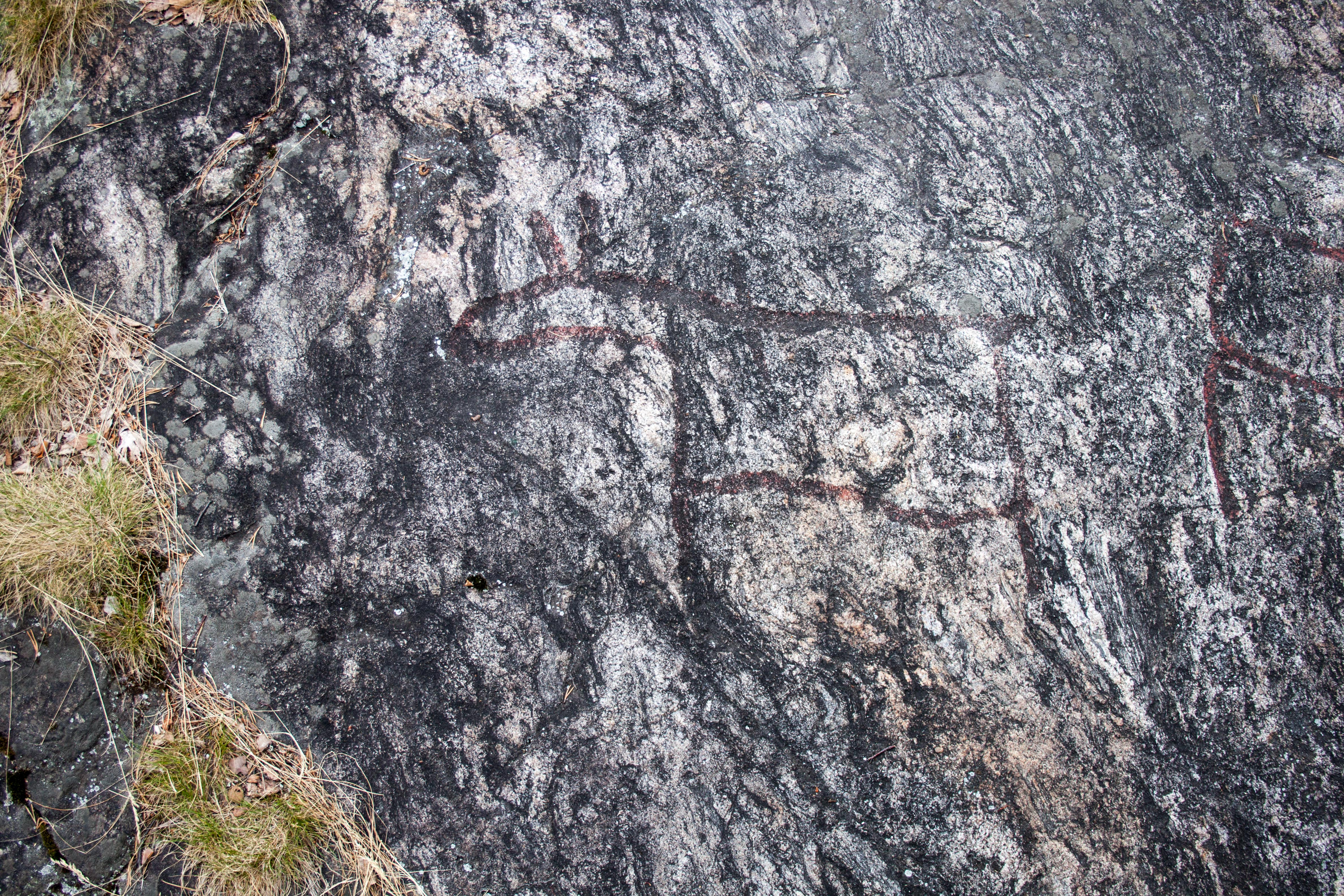